# 拉让江
拉让江 又名鹅江，是马来西亚砂拉越州的第一大河，也是马来西亚最长的河流。该河全长约563公里，从伊朗山脉途经诗巫、加帛、加拿逸、民丹莪、泗里街等城镇，最终注入南中国海。
其中这条河的主要支流是巴鲁伊河、卡帝巴斯河、涅玛河（Ngemah River）、依兰河（Iran River）、庇拉河（Pila River）、巴列河、邦吉河和加拿逸河。
马来西亚最大和最高的水坝峇贡水电站就位于巴鲁伊河的峇贡瀑布。
游客可从诗巫出发，游览拉让江的热带丛林景色，并前往这些坐落在这里的长屋投宿，体验长屋居民的异国情调。

## 居住地

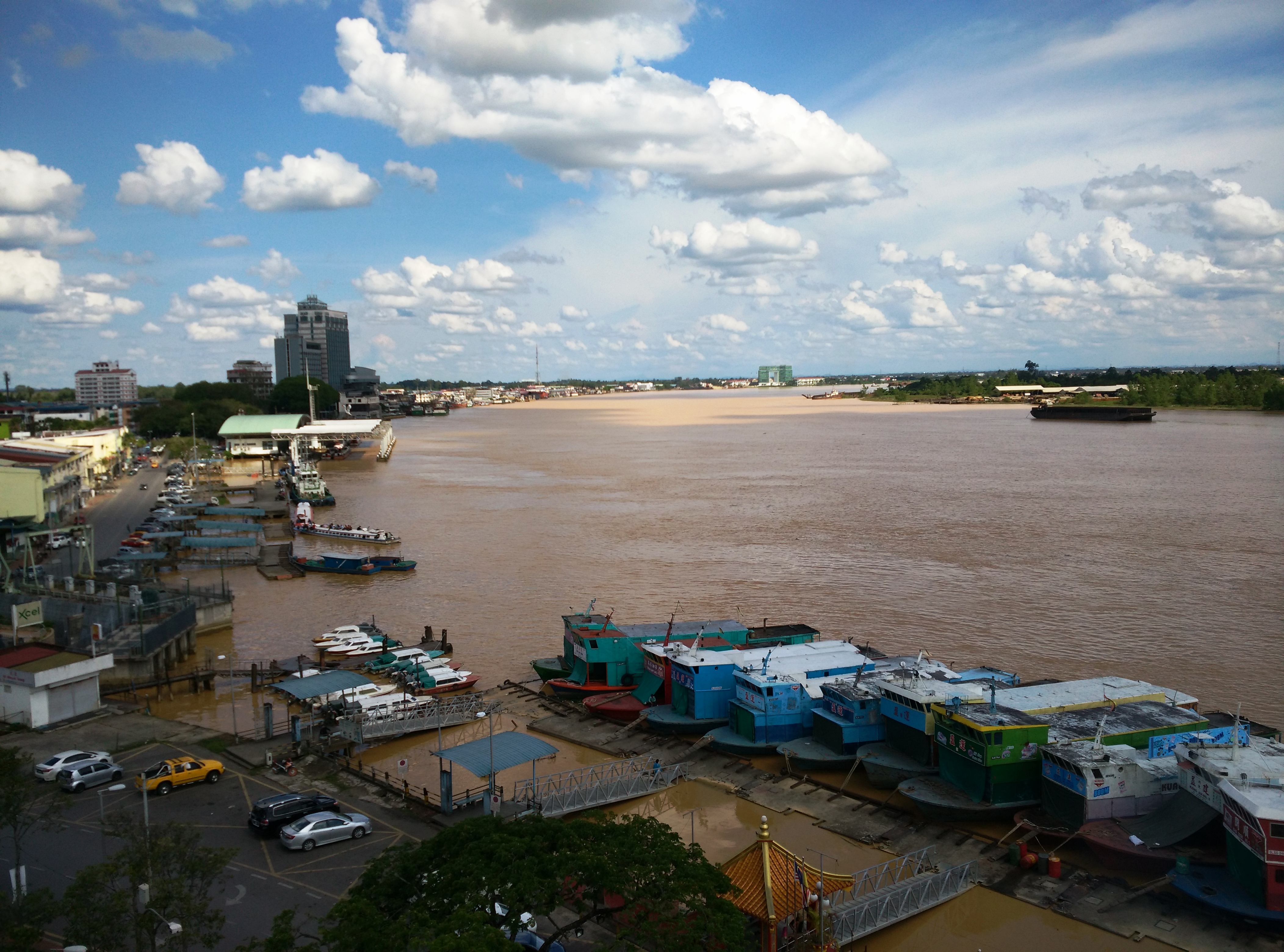
诗巫水岸终站和拉让江

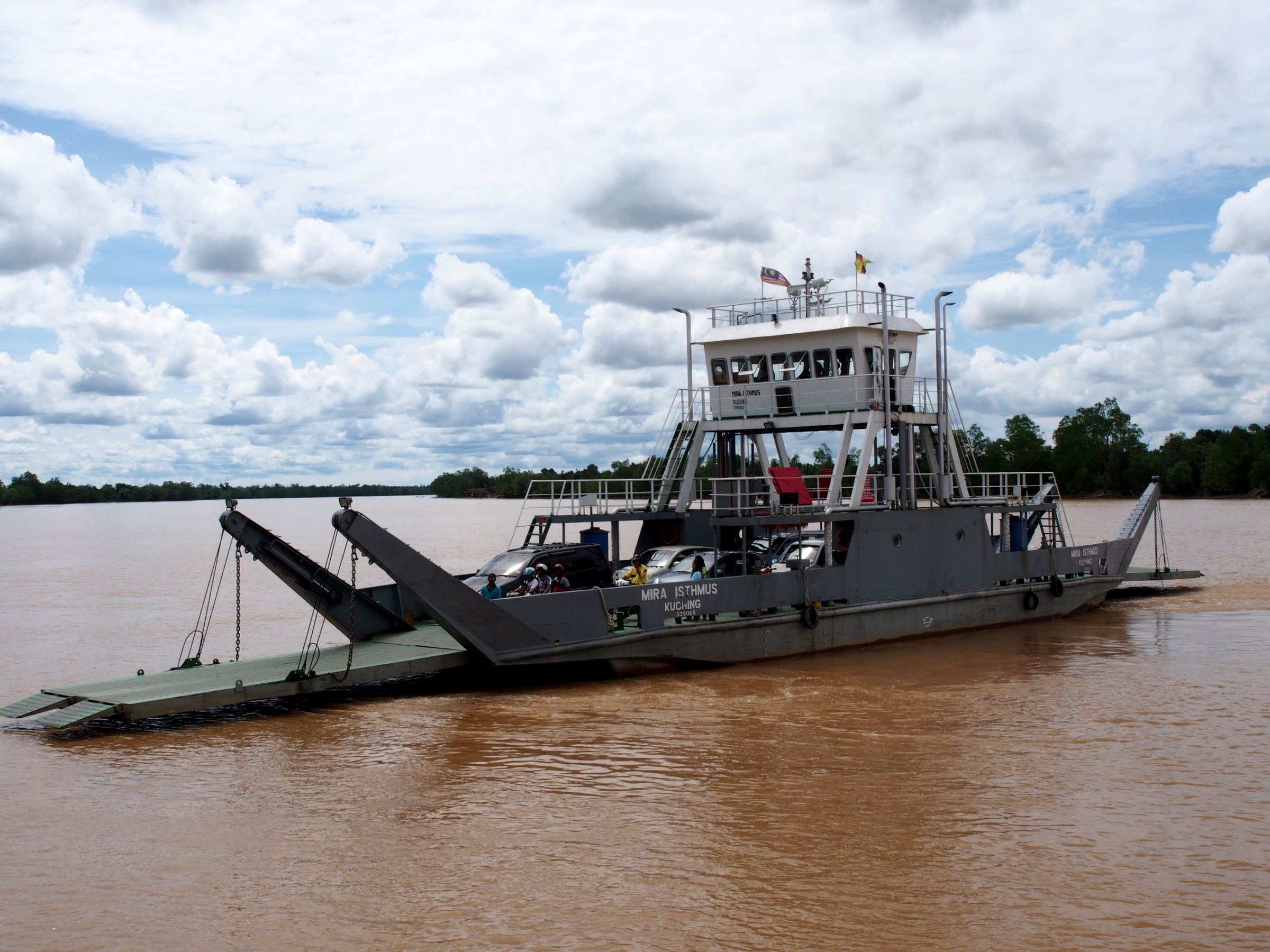
民丹莪拉让江上的一辆渡轮

拉让江流域最大的市镇是素有小福州之称的诗巫，距离拉让江口约有60公里。沿江再往上的居住地有加拿逸，该镇位于加拿逸河和拉让江的河口，距离南中国海海岸约有174公里，从这里乘船至诗巫约一小时，在这之后是加帛镇，是拉让江的最后一个主要城镇。其他沿江城镇还包括泗里街、民丹莪和加帛省的桑坡与布拉甲。

## 旅游

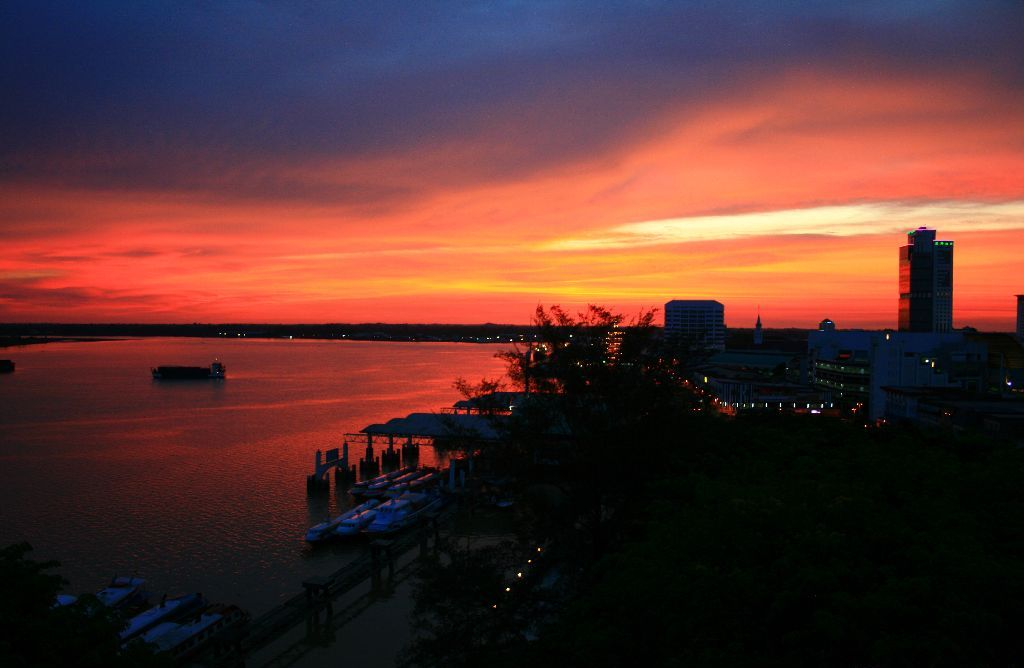
日落时的拉让江

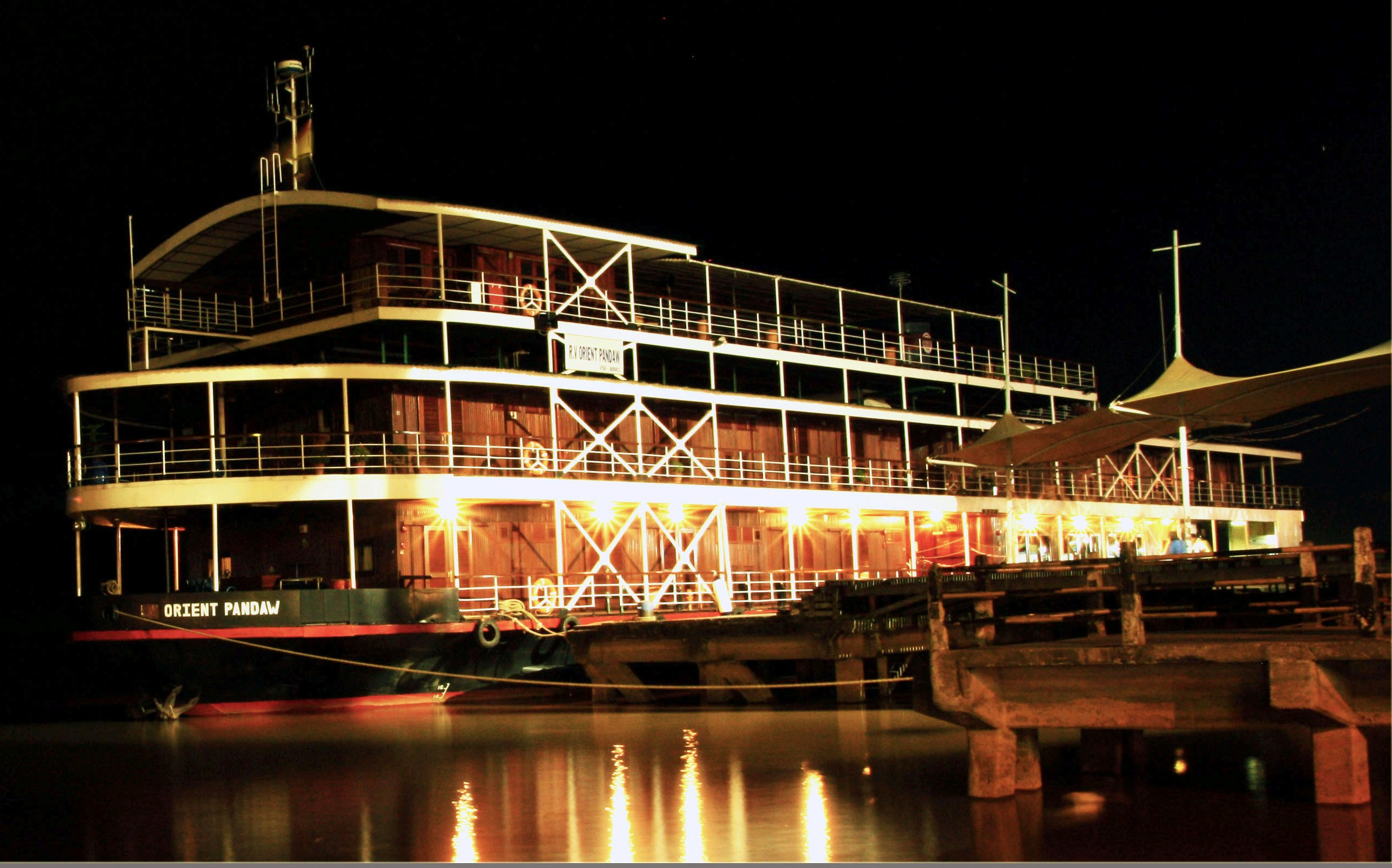
一只位于诗巫水岸终站的Pandaw河邮轮

Pandaw河邮轮于2009年7月1日正式推行，以促进拉让江的旅游活动。该邮轮共有9天航程，并将从诗巫出发至砂拉越内陆地区，游客可选择在旅程途中进行登山及参观长屋活动。然而这项计划已于2012年3月因物流和运营面对问题而终止服务。在2017年诗巫旅游年期间，探访江边的长屋活动被推行为生态旅游的活动，而居住在河口的鳄鱼更成为本次活动的吉祥物。

## 水质
拉让江上游的伐木业十分猖獗。根据2004年5月至12月沿拉让江进行的一项研究发现，拉让江除了较小的支流外，主要的河道水质都很浑浊。当时水的透明度约为4至5厘米。根据物种丰富度的标准，加拿逸和布拉甲河之间的上游河段除卑南河以外的地区开始受到污染，因为当地居民使用有毒的化学物抓捕鱼。拉让江下游的勒班至士拉朗的河断被认为是不洁净的。